# Stora Alskär, Värmdö kommun
För andra betydelser, se Stora Alskär.
Stora Alskär är en ö i Värmdö kommun, två sjömil öster om Sandhamn i Stockholms skärgård. 
Stora Alskär är känt för sin sandstrand samt stora och flata klipphällar som slipats av vågor och inlandsis. 

## Bilder

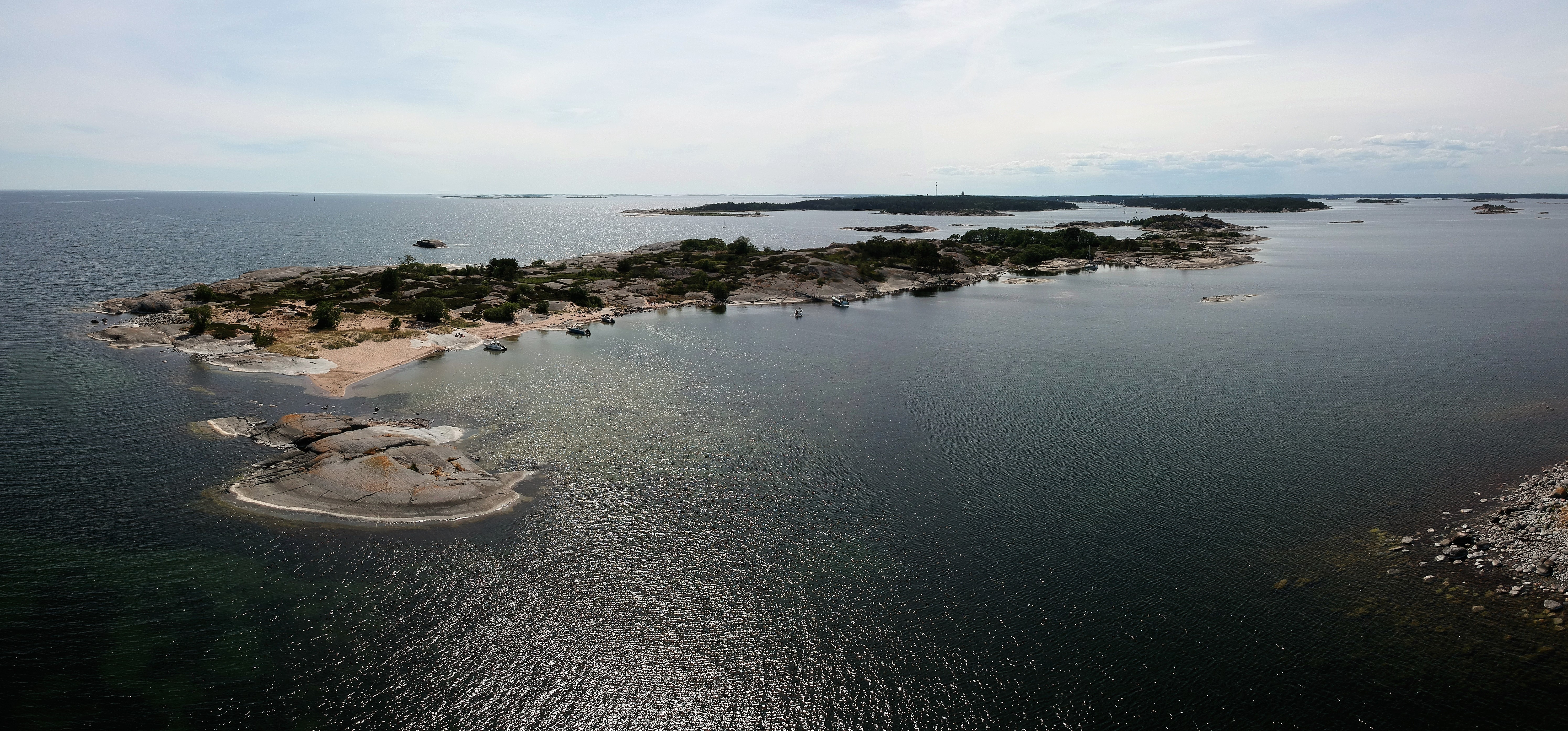
Stora Alskär.